# Macrobrachium rosenbergii
Macrobrachium rosenbergii de Man, 1879 é um camarão de água-doce da família dos palemonídeos. A espécie tem grande interesse comercial, sendo conhecida pelos nomes comuns de camarão-da-malásia,  lagostim-de-água-doce e camarão-gigante-da-malásia, sendo uma das espécies de camarão mais procuradas para criação em viveiro.

## Descrição
A proliferação do camarão-da-malásia ocorre naturalmente em rios, lagos e reservatórios que se comunicam com águas salobras, onde o desenvolvimento larval se completa. Pode atingir 32 cm de comprimento e 500 gramas de peso (comercialmente entre 50 e 500 gramas). Na natureza a sua dieta é diversificada, consumindo vermes, moluscos, larvas e insetos aquáticos e vegetais, como algas, plantas aquáticas, folhas tenras, sementes e frutos.